# Jullie Hjetland

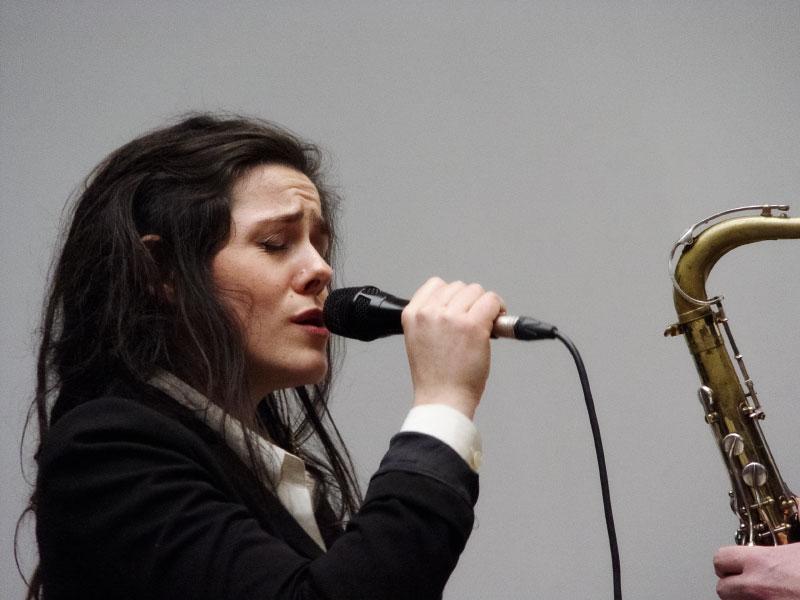
Jullie Hjetland (2013)

Jullie Kirstine Hjetland Jensen (* 1981 in Svendborg) ist eine dänische Musikerin und Komponistin, die Aufnahmen in den Genres Folk, Jazz und Electronica macht. Dem Kölner Stadtgarten zufolge hat sie eine der schönsten Stimmen Skandinaviens.

## Leben und Wirken
Hjetland wuchs als Tochter einer Dänin und eines Norwegers in Schweden, Norwegen und Dänemark auf; sie war von klein auf von Schallplatten und Musik aller Arten und Genres umgeben. Früh begann sie zu singen. Ihre Ausbildung zur professionellen Sängerin begann 1999 an der Saga Musical Academy in Odense; dort absolvierte sie ihren Bachelor-Abschluss in Volksmusik an der Carl-Nielsen-Musikhochschule. Nach weiteren Studien an der Königlichen Musikhochschule Stockholm, der Sibelius-Akademie Helsinki sowie in Odense and Bergen erwarb sie ihren Masterabschluss an der Ole Bull Academy in Voss, einem Teil der Universität Bergen.
Hjetland nimmt in verschiedenen skandinavischen Sprachen auf. Seit der Gründung 2004 ist die Frontfrau der dänischen Folk-Band Basco, die als eine der führenden Weltmusikgruppen dieses Landes gilt, und spielt in ihrem Projekt Lukkif Folk-beeinflusste elektronische Musik. Das dänische Magazin Paste hält Hjetland für ein Leuchtfeuer der dänischen Nordic-Roots-Szene und lobt ihre enorme stimmliche Bandbreite. Mit der Band von Karl Seglem und Christoph Stiefel legte sie zwei Alben mit Jazz vor.  Im Trio mit Irene Becker und Benita Haastrup und mit der Gruppe Nordens Tone erkundet sie den Grenzbereich zwischen Folk und Jazz. Hjetland hat daneben mit dem dänischen Musiker und Komponisten Henrik Marstal ein Duo gebildet, das Elemente von Folk, Dream-Pop und Ambient-Musik kombiniert. Sie arbeitete zudem mit Musikern wie Pierre Dørge, Marilyn Mazur, der Gruppe Rumpistol, Eyvind Gulbrandsen, Mikkel Lentz, Jens Ulvsand, Hans Mydtskov, Nikolaj Busk, Elena Setién, Frederik Vedersø, Ale Carr, Torben Bjørnskov und Pojken Flensborg.
2009 und 2014 wurde Hjetland bei den Danish Music Folk Awards zur Sängerin des Jahres gewählt.